# Estrecho de Ormuz
El estrecho de Ormuz (en persa: تنگه هرمز‎,  Tangeh-ye Hormoz; en árabe: مضيق هرمز‎, Maḍīq Hurmuz, por la cercana isla de Ormuz) es un estrecho (brazo de mar) angosto entre el golfo de Omán, localizado al sudeste, y el golfo Pérsico, al sudoeste. En la costa norte se localiza Irán y en la costa sur el exclave omaní de Musandam.
Actualmente tiene importancia estratégica debido a que se encuentra en la salida del golfo Pérsico, que es rico en petróleo. Su anchura es de ~60 a 100 kilómetros. Casi el 20 % del petróleo del mundo y aproximadamente el 35 % comercializado por mar pasa por el estrecho, por lo que es un punto estratégico muy importante para el comercio internacional.

## Historia
La apertura al golfo Pérsico se describió, pero no se le dio un nombre, en el Periplo del mar Eritreo, una guía de marineros del siglo I dice:

En el extremo superior de estas islas de Calaei hay una cordillera de montañas llamada Calon, y sigue poco más allá, la boca del golfo Pérsico, donde hay mucho buceo para el mejillón perla. A la izquierda del estrecho es grande las montañas llamadas Asabon y, a la derecha, se eleva a la vista otra montaña redonda y alta llamada Semiramis, entre ellas el paso a través del estrecho es de unos seiscientos estadios, más allá de los cuales el mar muy grande y ancho, el golfo Pérsico, llega muy lejos hacia el Interior. En el extremo superior de este golfo hay una ciudad comercial designada por ley llamada Apologus, situada cerca de Charaex Spasini y el río Éufrates.
Periplo del mar Eritreo, capítulo 35

En los siglos XV-XVII, el Reino de Ormus, que parece haber dado su nombre al estrecho, se encontraba aquí. Los eruditos, historiadores y lingüistas derivan el nombre "Ormuz" de la palabra persa local هورمغ Hur-mogh que significa palmera datilera. [dudoso - discuta] En los dialectos locales de Hurmoz y Minab, este estrecho todavía se llama Hurmogh y tiene lo mencionado anteriormente. La semejanza de esta palabra con el nombre del dios persa هرمز Hormoz (una variante de Ahura Mazda) ha dado lugar a la creencia popular de que estas palabras están relacionadas.
Jodocus Hondius etiqueta el estrecho Basora fretum («estrecho de Basora») en su mapa de 1606 del Imperio Otomano.

## Navegación
Para reducir el riesgo de colisión, los barcos que se mueven a través del estrecho siguen un Esquema de separación de tráfico (TSS): los barcos entrantes usan un carril, los barcos salientes usan otro, cada carril tiene un ancho de dos millas. Los carriles están separados por una «mediana» de dos millas de ancho.
Para atravesar el Estrecho, los barcos atraviesan las aguas territoriales de Irán y Omán en virtud de las disposiciones de paso de tránsito de la Convención de las Naciones Unidas sobre el Derecho del Mar. Aunque no todos los países han ratificado la convención, la mayoría de los países, incluidos los EE. UU., aceptan estas reglas de navegación habituales tal como están codificadas en la Convención.
En abril de 1959, Irán alteró el estatus legal del estrecho al expandir su mar territorial a 12 millas náuticas (22 km) y declarar que solo reconocería el tránsito por paso inocente a través del área recientemente ampliada. En julio de 1972, Omán también amplió su mar territorial a 12 millas náuticas (22 km) por decreto. Así, a mediados de 1972, el estrecho de Ormuz estaba completamente "cerrado" por las aguas territoriales combinadas de Irán y Omán. Durante la década de 1970, ni Irán ni Omán intentaron impedir el paso de los buques de guerra a través del estrecho, pero en la década de 1980, ambos países afirmaron que eran diferentes con el derecho consuetudinario (antiguo). Al ratificar UNCLOS en agosto de 1989, Omán presentó declaraciones confirmando su decreto real de 1981 de que solo se permite el paso inocente a través de su mar territorial. Las declaraciones afirmaron además que se requería un permiso previo antes de que los buques de guerra extranjeros pudieran pasar por las aguas territoriales de Omán. Al firmar la convención en diciembre de 1982, Irán presentó una declaración en la que declaraba que "solo los estados parte de la Convención sobre el Derecho del Mar tendrán derecho a beneficiarse de los derechos contractuales creados en ella", incluido "el derecho de paso de tránsito a través de los estrechos utilizados para fines internacionales". navegación". En mayo de 1993, Irán promulgó una ley integral sobre áreas marítimas, varias de las cuales entraron en conflicto con las disposiciones de la UNCLOS, incluido el requisito de que los buques de guerra, submarinos y naves de propulsión nuclear obtengan un permiso antes de realizar un paso inocente a través de las aguas territoriales de Irán. No reconoció ninguna de las reclamaciones de Omán e Irán y ha impugnado cada una de ellas.
Omán tiene un indicador de calidad de enlace (LQI) para monitorear el TSS en el estrecho de Ormuz. Este sitio se encuentra en una pequeña isla en el pico de la gobernación de Musandam.

## Capacidad de Irán para obstaculizar la navegación
El Millennium Challenge 2002 fue un importante ejercicio de juego de guerra realizado por las fuerzas armadas de Estados Unidos en 2002.  Según un artículo publicado en 2012 en The Christian Science Monitor, simulaba un intento de Irán de cerrar el estrecho.  Las hipótesis y los resultados fueron controvertidos. En el artículo, la estrategia de Irán vence a la superioridad material de las fuerzas armadas estadounidenses.
Un artículo de 2008 en International Security sostenía que Irán podría sellar o impedir el tráfico en el Estrecho durante un mes, y que un intento de Estados Unidos de reabrirlo probablemente intensificaría el conflicto. En un número posterior, sin embargo, la revista publicó una respuesta que cuestionaba algunos supuestos clave y sugería un plazo mucho más corto para la reapertura.
En diciembre de 2011, la Armada de la República Islámica de Irán inició un ejercicio de diez días en aguas internacionales a lo largo del estrecho. El contralmirante iraní Habibollah Sayyari declaró que el estrecho no se cerraría durante el ejercicio; las fuerzas iraníes podrían lograrlo fácilmente, pero tal decisión debe tomarse a nivel político.
El capitán John Kirby, portavoz del Pentágono, fue citado en un artículo de Reuters de diciembre de 2011: "Los esfuerzos por aumentar la tensión en esa parte del mundo son inútiles y contraproducentes. Por nuestra parte, nos sentimos cómodos de tener en la región capacidades suficientes para cumplir nuestros compromisos con nuestros amigos y socios, así como con la comunidad internacional."  En el mismo artículo, Suzanne Maloney, experta en Irán de la Institución Brookings, afirmaba: "La expectativa es que el ejército estadounidense pueda hacer frente a cualquier amenaza iraní con relativa rapidez."
El general Martin Dempsey, jefe del Estado Mayor Conjunto, afirmó en enero de 2012 que Irán "ha invertido en capacidades que podrían, de hecho, bloquear durante un tiempo el estrecho de Ormuz."  También declaró: "Hemos invertido en capacidades para asegurarnos de que, si eso ocurre, podamos derrotarlo.".
Un artículo de mayo de 2012 de Nilufer Oral, investigador turco de derecho marítimo, concluye que tanto la CNUDM como la Convención sobre la Alta Mar de 1958 serían violadas si Irán cumpliera su amenaza de bloquear el paso de buques como petroleros, y que el acto de paso no está relacionado jurídicamente con la imposición de sanciones económicas.  El artículo afirma además que un Estado ribereño puede impedir "el tránsito o el paso inocente no suspendible" sólo si 1) hay amenaza o uso real de la fuerza, ocurrido durante el paso, contra la soberanía, la integridad territorial o la independencia política de un Estado ribereño del estrecho; o 2) el buque viola de cualquier otro modo los principios del derecho internacional consagrados en la Carta de las Naciones Unidas.

## Estadísticas de tráfico
Un informe de 2007 del Centro de Estudios Estratégicos e Internacionales también indicó que 17 millones de barriles salieron del golfo Pérsico diariamente, pero que los flujos de petróleo a través del Estrecho representaron aproximadamente el 40 % de todo el petróleo comercializado en el mundo.
Según la Administración de Información de Energía de los Estados Unidos, en 2011, un promedio de 14 petroleros por día pasaron desde el golfo Pérsico a través del Estrecho y transportaron 17 millones de barriles (2 700 000 m³) de petróleo crudo. Se dijo que esto representaba el 35 % de los envíos mundiales de petróleo y el 20 % del petróleo comercializado en todo el mundo. El informe señala que más del 85 % de estas exportaciones de crudo se dirigieron a los mercados asiáticos, siendo Japón, India, Corea del Sur y China los principales destinos.

## Sistema legal del Estrecho de Ormuz
La sección más estrecha del Estrecho de Ormuz tiene 21 millas náuticas (39 kilómetros) de ancho. Esta sección se divide en dos partes. Desde la costa de Irán, hasta 10,5 millas forman parte de las aguas territoriales de Irán, y las 10,5 millas restantes se consideran parte de las aguas territoriales de Omán. Todos los buques que pasen por allí deben pasar por las aguas territoriales de Irán u Omán. [vii]
No existe un tratado específico entre Irán y Omán sobre el estatus legal del Estrecho de Ormuz. En consecuencia, al deducirse del concepto contrario del apartado c) del artículo 35 de la Convención de las Naciones Unidas sobre el Derecho del Mar, este estrecho queda sujeto a las disposiciones del citado tratado. De acuerdo con este convenio, los buques de los Estados miembros pueden atravesar las aguas territoriales del otro país en condiciones de paz si el tráfico es inocuo. Irán y los Estados Unidos no han ratificado la convención, pero los Estados Unidos aceptan las reglas de navegación tradicionales reflejadas en la convención. [viii]
Al firmar la Convención de las Naciones Unidas sobre el Derecho del Mar, Irán ha añadido una cláusula en virtud de la cual reconocerá el derecho de paso de los buques sólo en el caso de los países que hayan firmado la convención, y en el caso de otros países, como los Estados Unidos, que no son parte en esta convención, considera válida la anterior Convención de Ginebra de 1958. De acuerdo con la Convención de las Naciones Unidas sobre el Derecho del Mar y la anterior Convención de Ginebra de 1958, está prohibida cualquier parada injustificada de buques. Irán ha declarado que "tiene derecho a exigir a los buques de guerra que obtengan autorización previa antes de transitar por sus aguas territoriales para un paso inofensivo". 
En cuanto al paso inocuo por los estrechos utilizado por el transporte marítimo internacional, no hay controversia en la interpretación de los derechos del Estado ribereño y los derechos de los Estados que poseen el pabellón de los buques comerciales o militares que pasan. En consecuencia, los Estados ribereños son propietarios de su propio territorio dentro del estrecho y pueden realizar cualquier explotación allí, pero no tienen derecho a suspender el paso de otros ni a interferir en el ejercicio de su inofensivo derecho de paso. 

## Rutas marítimas alternativas

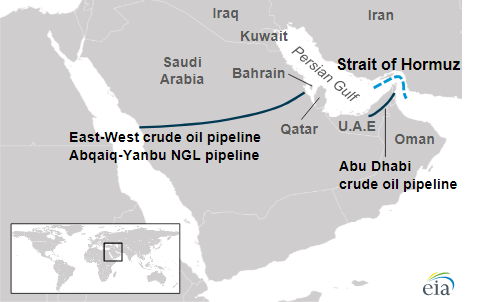
Mapa del oleoducto Habshan-Fujairah y del oleoducto Este-Oeste de petróleo crudo.

En junio de 2012, Arabia Saudí reabrió el Oleoducto de Irak a través de Arabia Saudí (IPSA), confiscado a Irak en 2001 y que viaja desde Irak a través de Arabia Saudí hasta un puerto del Mar Rojo. Tendrá una capacidad de 1,65 millones de barriles diarios.
En julio de 2012, los EAU empezaron a utilizar el nuevo oleoducto Habshan-Fujairah desde los yacimientos de Habshan en Abu Dabi hasta la terminal petrolífera de Fujairah en el Golfo de Omán, evitando de hecho el estrecho de Ormuz. Tiene una capacidad máxima de unos 2 millones de barriles diarios, más de tres cuartas partes de la producción de EAU en 2012.  Los EAU también están aumentando la capacidad de almacenamiento y descarga de Fujairah. Los EAU están construyendo en Fujairah la mayor instalación de almacenamiento de crudo del mundo, con capacidad para 14 millones de barriles, para potenciar el crecimiento de Fujairah como centro mundial de petróleo y comercio. La ruta Habshan - Fujairah garantiza la seguridad energética de EAU y tiene la ventaja de ser un transporte por oleoducto terrestre que se considera la forma más barata de transporte de petróleo y también reduce los costes de seguro, ya que los petroleros ya no entrarían en el Golfo Pérsico.
En un artículo publicado en julio de 2012 en Foreign Policy, Gal Luft comparaba Irán y el estrecho de Ormuz con el Imperio Otomano y los Dardanelos, un punto de estrangulamiento para los envíos de grano del Ruso hace un siglo.  Indicó que las tensiones en torno al estrecho de Ormuz están llevando a quienes actualmente dependen de los envíos desde el Golfo Pérsico a buscar alternativas de transporte marítimo.  Afirmó que Arabia Saudí estaba considerando la posibilidad de construir nuevos oleoductos hacia Omán y Yemen, y que Irak podría reactivar el oleoducto en desuso Irak-Siria para enviar crudo al Mediterráneo.  Luft afirmó que la reducción del tráfico de Ormuz "presenta a Occidente una nueva oportunidad para aumentar su actual estrategia de contención de Irán".

## Derribo del Vuelo 655 de Iran Air
El Vuelo 655 de Iran Air fue un vuelo comercial operado por Iran Air entre Bandar Abbas (Irán) y Dubái (Emiratos Árabes Unidos). El domingo 3 de julio de 1988, casi al final de la guerra Irán-Irak, el avión fue derribado justo al sur de la isla de Qeshm por el crucero lanzamisiles estadounidense USS Vincennes (CG-49), matando a sus 290 ocupantes. El Vincennes estaba en aguas territoriales iraníes en ese momento.